# Ginger Reyes
Ginger Reyes, conosciuta anche con il nome Ginger A. Pooley, o con il nome d'arte Ginger Sling) (Chicago, 22 aprile 1980), è una bassista, chitarrista e cantante statunitense.
Ginger Reyes è stata inizialmente la bassista turnista degli The Smashing Pumpkins, la band alternative rock di Chicago, entrando successivamente nella formazione fissa della band. È anche una artista solista ed è stata la bassista della band pop-punk Californiana Halo Friendlies.

## Inizi della carriera
Reyes ha già avuto una lunga carriera musicale, iniziando a suonare in diversi gruppi e a scrivere canzoni sin dal liceo. Il suo primo gruppo è stato The Israelites, una band Christian ska di La Crescenta, California. Successivamente ha sostituito Cheryl Hecht come bassista del gruppo femminile pop-punk Halo Friendlies.
Ha frequentato dal 1998 al 2000 UCLA dove si è laureata in storia.
Il suo video musicale della sua canzone "Faith" è stato diretto da Djay Brawner.

## Smashing Pumpkins
Il 6 aprile 2007 il sito web Buddyhead riportò la notizia che Ginger Reyes sarebbe stata la nuova bassista degli The Smashing Pumpkins, sostituendo le due precedenti bassiste D'arcy Wretzky e Melissa Auf der Maur, nella nuova formazione.
Reyes ha preso parte a tre video degli Smashing Pumpkins: Tarantula, That's the Way (My Love Is) e G.L.O.W.

## Vita privata
Durante un concerto degli Smashing Pumpkins, il 16 febbraio 2008 alla O2 arena di Londra, Billy Corgan ha annunciato che Reyes si era recentemente fidanzata. Ha sposato Kristopher Pooley il 22 giugno 2008 a Los Angeles. Pooley è un musicista professionista che è stato in tour come tastierista di Gwen Stefani ed è entrato negli Smashing Pumpkins nel tour del 2008 dedicato al loro ventesimo anniversario.
Il 6 aprile 2009 sul sito ufficiale degli Smashing Pumpkins è stato annunciato che Ginger e suo marito Kris erano in attesa del primo figlio. La bimba è nata il 17 ottobre 2009.